# 藤田村

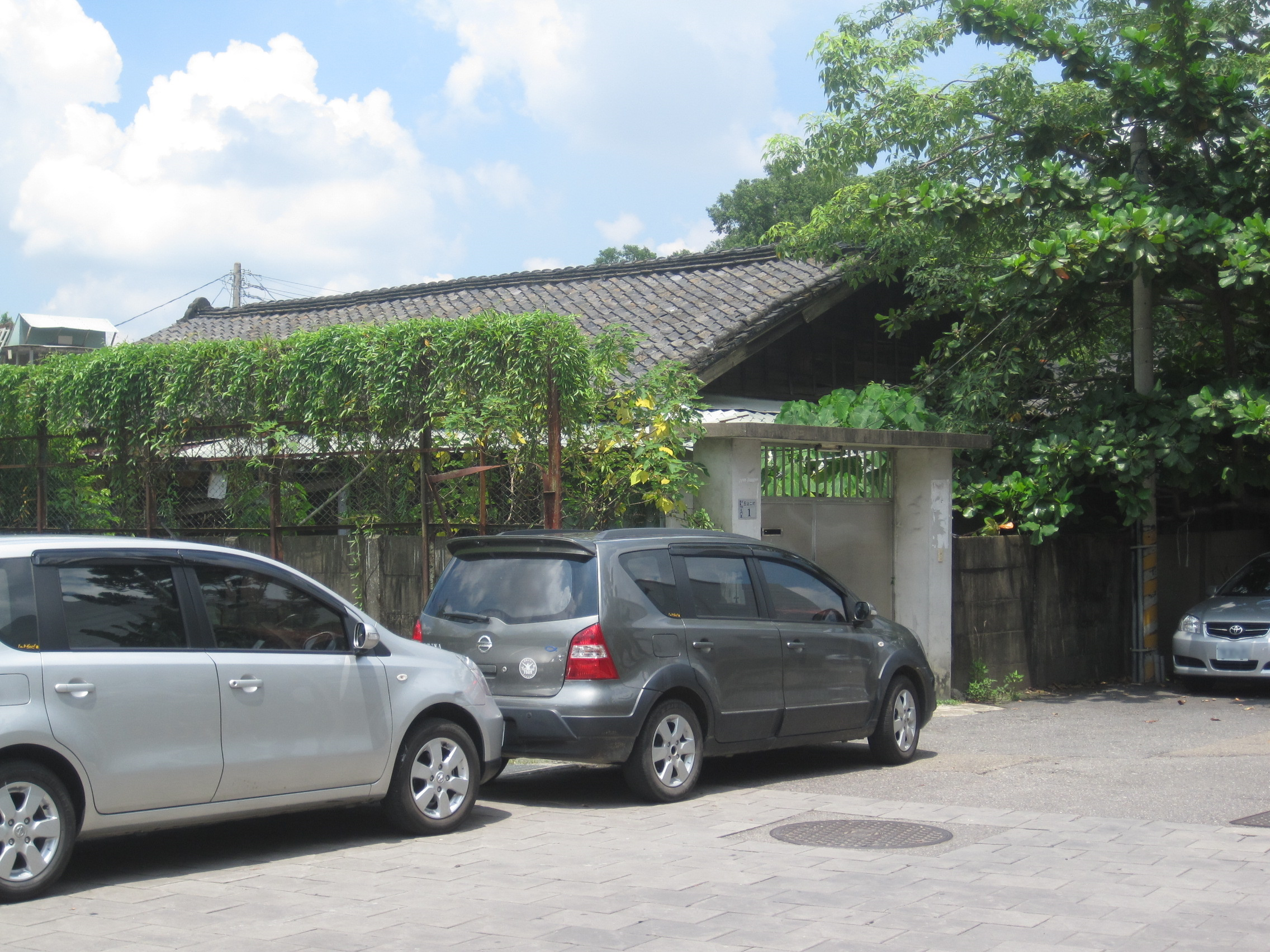
藤田村後來在二次大戰後改為玉山二村

藤田村是台灣日治時代建於嘉義市的宿舍群，由藤田組在明治39年（1906年）興建。

## 概要
明治39年（1906年），台灣總督府委託大阪的「藤田組」，進行阿里山鐵道興建和森林開發之作業。藤田組即在嘉義市設立出張所和宿舍，此宿舍區即藤田村。後成為營林所嘉義出張所之作業所官舍，戰後作為林務局宿舍使用，範圍約今嘉義市立博物館的北邊一帶。